# Manacapuru (kommun)
Manacapuru är en kommun i Brasilien.   Den ligger i delstaten Amazonas, i den nordvästra delen av landet, 2 000 km nordväst om huvudstaden Brasília. Antalet invånare är 85 144.
Följande samhällen finns i Manacapuru:
- Manacapuru

I omgivningarna runt Manacapuru växer i huvudsak städsegrön lövskog. Runt Manacapuru är det glesbefolkat, med 11 invånare per kvadratkilometer.